# Усадьба И. Я. Равкинда
Усадьба И. Я. Равкинд — памятник градостроительства и архитектуры в историческом центре Нижнего Новгорода. 

## История
Начало формирования городской усадьба на данном участке относится к первой четверти XIX века. Между 1826 и 1828 годами обширный участок земли с двумя деревянными домами (современные здания № 42 и № 44) выкупил Рафаил Рафаилович Бауса, прибывший в Россию из Испании 21 ноября 1816 года. Позже он был определён в команду Августина Бетанкура в звании инженера-подполковника, и в мае 1819 года отправлен в Нижний Новгород на строительство комплекса Нижегородской ярмарки. Рафаил Бауса выступил автором гидротехнических проектов и строителем Пырского канала с напорными плотинами и шлюзами, занимался устройством ложа Бетанкуровского канала и подземных сводчатых галерей и др. После смерти Бетанкура возглавил ярмарочную строительную комиссию.
На выкупленном участке Бауса выстроил деревянный дом на каменном фундаменте (современный дом № 42). После смерти инженера имущество перешло по наследству его жене Жозефине, проживавшей в Париже. Душеприказчики Бауса инженер-майор Пётр Готман и инженер-капитан Михаил Эспехо приняли под ответственность его имущество. В связи с внезапной смертью Бауса остались незавершенными начатые им дела по строительству и ремонту казённых зданий. Образовался долг, в погашение которого было продано все движимое имущество покойного, а деревянные дома  переданы в ведение дворянской опеки, которая сдавала их внаём. Более пятнадцати лет Жозефина Бауса не могла вступить в права наследства. В 1841 году был издан императорский указ об амнистии некоторых категорий должников. Губернское правление начало рассматривать наследственное дело, но Жозефина Бауса, не дожидаясь его результатов, продала дома титулярной советнице Прасковье Лавровской.
В конце 1850-х годов усадьба перешла к братьям Лавровской балахнинским купцам Петру и Ивану Латухиным, а от них в июне 1857 года — титулярной советнице Марье Катанской. Усадьба Катанской включала современные дома №№ 42 и 44. Самый ранний чертёж с изображениями строений, составленный архитектором В. Рудинским, относится к 1863 году.
В конце 1860-х годов Марья Катанская продала часть усадьбы (современный дом № 42) нижегородскому купцу Петру Бибихину. Уже в 1900 году владелицей значилась мещанка Е. Ф. Николаева. Позднее усадьбу купил нижегородский купец Иосиф Равкинд. В июне 1903 года Городская управа утвердила ему проект на пробивку окон в первом этаже и изменение фасадов, которые были оштукатурены и получили новое архитектурное оформление. В первом этаже здания разместился магазин. 
В 1904 году Равкинд получил разрешение на строительство во дворе каменного двухэтажного флигеля с арочным проездом. Флигель был возведён в течение 1904—1906 годов. Архитектура флигеля была решена в новом тогда стиле модерн, входившим в моду. 
Последним владельцем усадьбы перед революцией значился Алексей Варваркин. После национализации домовладения в зданиях размещались квартиры для рабочих. На цокольном этаже главного дома в разные годы размещались предприятия торговли.
- Главный дом
- Главный дом
- Флигель
- Флигель
- Флигель со двора